# Sekundäre charakteristische Klasse
Im mathematischen Gebiet der Differentialtopologie sind sekundäre charakteristische Klassen (wie die Cheeger-Chern-Simons-Klassen) Invarianten flacher Bündel.
Bekanntlich können verschiedene charakteristische Klassen 
{\displaystyle c\in H^{k}(B;\mathbb {Z} )}
von {\displaystyle G}-Prinzipalbündeln {\displaystyle E\to B} mittels der Chern-Weil-Konstruktion durch invariante Polynome {\displaystyle P\in I^{k}(G)} realisiert werden, d. h., es gibt ein invariantes Polynom {\displaystyle P}, so dass
{\displaystyle \left[P(\Omega )\right]=c_{\mathbb {R} }}
für jedes {\displaystyle G}-Prinzipalbündel mit Zusammenhangsform {\displaystyle \omega }, wobei 
{\displaystyle \Omega \in \Omega ^{2}(B)}
die Krümmungsform des Zusammenhangs {\displaystyle \omega }, {\displaystyle \left[P(\Omega )\right]} die De-Rham-Kohomologieklasse von 
{\displaystyle P(\Omega )\in \Omega ^{2k}(B)},
und {\displaystyle c_{\mathbb {R} }} das Bild der charakteristischen Klasse {\displaystyle c} unter dem kanonischen Homomorphismus 
{\displaystyle H^{k}(B;\mathbb {Z} )\to H^{k}(B;\mathbb {R} )}
bezeichnet.
Für flache Bündel ist 
{\displaystyle \Omega =0}
und demzufolge verschwinden alle über die Chern-Weil-Konstruktion definierten charakteristischen Klassen, insbesondere Chern-Klassen und Pontrjagin-Klassen.
Die Cheeger-Chern-Simons-Konstruktion definiert nun zu jeder solchen charakteristischen Klasse, genauer zu jedem invarianten Polynom 
{\displaystyle P\in I^{k}(G)}
und jeder Kohomologieklasse 
{\displaystyle c\in H^{2k}(B)}
mit {\displaystyle \left[P(\Omega )\right]=c_{\mathbb {R} }} einen Differentialcharakter
{\displaystyle {\hat {c}}\in {\widehat {H}}^{k}(B;\mathbb {R} /\mathbb {Z} )}.
Die Kohomologiegruppe {\displaystyle H^{k}(B;\mathbb {R} /\mathbb {Z} )} ist eine Untergruppe von {\displaystyle {\widehat {H}}^{k}(B;\mathbb {R} /\mathbb {Z} )} und im Fall flacher Bündel liegt {\displaystyle {\hat {c}}} in dieser Untergruppe. Die so definierte Kohomologieklasse 
{\displaystyle {\hat {c}}\in H^{k}(B;\mathbb {R} /\mathbb {Z} )}
heißt (die zur primären charakteristischen Klasse {\displaystyle c} assoziierte) sekundäre charakteristische Klasse.
Anwendung des Bockstein-Homomorphismus {\displaystyle H^{2k-1}(B;\mathbb {R} /\mathbb {Z} )\to H^{2k}(B;\mathbb {Z} )} bildet die sekundäre charakteristische Klasse {\displaystyle {\hat {c}}} auf die charakteristische Klasse {\displaystyle c} ab, deren Bild in {\displaystyle H^{2k}(B;\mathbb {R} )} verschwindet.

## Existenz und Eindeutigkeit
Gegeben seien eine Lie-Gruppe {\displaystyle G}, ein invariantes Polynom {\displaystyle P\in I^{k}(G)} und eine Kohomologieklasse {\displaystyle u\in H^{2k}(BG)} mit {\displaystyle w_{k}(P)=u_{\mathbb {R} }}. Wir bezeichnen mit {\displaystyle \delta \colon {\widehat {H}}^{2k-1}(B;\mathbb {R} /\mathbb {Z} )\to A_{0}^{2k}(B)} die Korand-Abbildung und mit {\displaystyle b\colon {\widehat {H}}^{2k-1}(B;\mathbb {R} /\mathbb {Z} )\to H^{2k}(B;\mathbb {Z} )} den Bockstein-Homomorphismus.
Satz: Für jedes {\displaystyle G}-Prinzipalbündel {\displaystyle p\colon E\to B} mit Zusammenhangsform {\displaystyle \omega } gibt es einen eindeutigen Differentialcharakter
{\displaystyle S_{P,u}(p,\omega )\in {\widehat {H}}^{2k-1}(B;\mathbb {R} /\mathbb {Z} )}
mit 
- {\displaystyle \delta S_{P,u}(p,\omega )=P(\Omega )}
- {\displaystyle bS_{P,u}(p,\omega )=f^{*}u},

so dass {\displaystyle S_{P,u}(p,\omega )\in {\widehat {H}}^{2k-1}(B;\mathbb {R} /\mathbb {Z} )} unter Bündelabbildungen natürlich transformiert.

## Cheeger-Chern-Simons-Klassen
Ein Spezialfall ist die Konstruktion von Cheeger-Chern-Simons-Klassen. 
Die Chern-Polynome {\displaystyle C_{k}\in I^{k}(GL(n,\mathbb {C} ))} seien definiert durch die Relation
{\displaystyle \det(\lambda \,\mathrm {id} _{n}-{\frac {1}{2\pi i}}A)=\sum _{k=0}^{n}C_{k}(A,\ldots ,A)\lambda ^{n-k}}
für alle {\displaystyle A\in GL(n,\mathbb {C} )}.
Der universelle Chern-Weil-Homomorphismus 
{\displaystyle w_{k}\colon I^{k}(G)\to H^{2k}(BG;\mathbb {R} )}
bildet invariante Polynome auf Kohomologieklassen des klassifizierenden Raumes {\displaystyle BG} ab. 
Im Fall der Chern-Polynome gibt es die universellen Chern-Klassen {\displaystyle c_{k}\in H^{2k}(BGL(n,\mathbb {C} );\mathbb {Z} )} und für diese gilt
{\displaystyle w_{k}(C_{k})=(c_{k})_{\mathbb {R} }}.
Für ein {\displaystyle GL(n,\mathbb {C} )}-Prinzipalbündel {\displaystyle p\colon E\to B} gibt es nun eine klassifizierende Abbildung {\displaystyle f\colon B\to BGL(n,\mathbb {C} )} und die Chern-Klasse von {\displaystyle p\colon E\to B} ist {\displaystyle f^{*}c_{k}\in H^{2k}(B;\mathbb {Z} )}. Für eine Zusammenhangsform {\displaystyle \omega } definiert man nun 
{\displaystyle {\hat {c}}_{k}(p,\omega ):=S_{C_{k},c_{k}}(p,\omega )\in {\widehat {H}}^{2k-1}(B;\mathbb {C} /\mathbb {Z} )}.
Im Fall flacher Bündel {\displaystyle p\colon E\to B} erhält man die Cheeger-Chern-Simons-Klassen
{\displaystyle {\hat {c}}_{k}(p)\in H^{2k-1}(B;\mathbb {C} /\mathbb {Z} )}.
Falls {\displaystyle B} eine {\displaystyle (2k-1)}-dimensionale geschlossene orientierbare Mannigfaltigkeit ist, erhält man die Cheeger-Chern-Simons-Invariante
{\displaystyle CCS(p):=\langle {\hat {c}}_{k}(p),\left[M\right]\rangle \in \mathbb {C} /\mathbb {Z} }
des flachen Bündels {\displaystyle p\colon E\to B} durch Anwenden der Cheeger-Chern-Simons-Klasse auf die Fundamentalklasse {\displaystyle \left[M\right]\in H_{2k-1}(M;\mathbb {Z} )}.